# Gugaivölgy
Gugaivölgy (románul: Comorâţa) falu Romániában, Erdélyben, Kolozs megyében. Közigazgatásilag Alsókosály községhez tartozik.